# Абдель Хаким Белхадж
Абдель Хаким Белхадж (араб. عبد الحكيم بالحاج ‎; род. 1 мая 1966, Триполи, Королевство Ливия) — командующий созданного в конце августа 2011 г. Военного Совета Триполи во время гражданской войны в Ливии 2011 года. Летом 2011 г. возглавил Бригаду Триполи, которая в августе 2011 года прошла с боями от Бир-аль-Ганема до Триполи; участвовал во взятии правительственного комплекса Каддафи Баб-эль-Азизия. В начале сентября 2011 г., по версии BBC News, называется самым влиятельным военным в Триполи.
Белхадж родился в 1966 году, вырос в районе Сук-аль-Джумаа (Триполи). Учился в Университете Триполи, где получил образование инженера. Считается, что у него есть две жены: одна из Марокко, другая — из Судана.

## Исламистское прошлое. Связи с Аль-Каидой
Обозреватели отмечают исламистское прошлое Абдель Хакима Белхаджа, который в прошлом возглавлял организацию, известную как Ливийская Исламская Боевая Группа (ЛИБГ), которая после трагических событий 11 сентября 2001 года была признана террористической. Руководство организацией к нему перешло от Абу-Лаит-Аль-Либи. Известный в исламистских кругах под псевдонимом Абу Абдулла Ассадак, Белхадж пользовался репутацией очень опытного командующего моджахедов, воюющего на стороне Аль-Каиды и Талибана в Афганистане.
Белхаджу было немногим больше двадцати, когда он впервые принял участие в вооружённой группе, борющейся с режимом Каддафи. Однако, когда группа была разоблачена, ему пришлось выехать из Ливии, затем приняв участие в войне в Афганистане на стороне движения «Талибан».
Сам Белхадж не скрывает, что принимал участие в войне в Афганистане начиная с 1988 года, где был лично знаком с Усамой Бин-Ладеном, однако всегда отрицает, что являлся или является членом Аль-Каиды.
После свержения власти талибов в Афганистане, Белхадж перебирается в Иран, затем переезжает в различные мусульманские страны, пока его не арестовывают в феврале 2004 года сотрудники ЦРУ в Малайзии. После допроса в Бангкоке его перевозят в Ливию и помещают в тюрьму Абу-Салим в Триполи, где помимо него содержалось ещё 1800 членов ЛИБГ.
Несмотря на близкие отношения ЛИБГ и Аль-Каиды, Белхадж отклоняет просьбу Бин-Ладена объединить две организации из-за разницы во взглядах.
В 2010 году режим Каддафи освобождает 214 бойцов и 10 лидеров ЛИБГ, среди которых оказался и Белхадж.

## Участие в гражданской войне в Ливии
В марте 2011 года стало известно, что члены Ливийской Исламской Боевой Группы выступили на стороне революционеров и признали власть Переходного Национального Совета, при этом сама Ливийская Исламская Боевая Группа была переименована в Ливийское Исламское Движение. Военная поддержка революции ЛИБГ и Белхаджем лично, наряду с другими исламистскими организациями Ливии, бросает тень на Переходный Национальный Совет Ливии, который в критический момент первой и второй битв за Бенгази использовал военную силу исламистов, участвовавших до этого в различных джихадах и имеющих значительный боевой опыт, что дало впоследствии противникам ливийской революции повод обвинять повстанцев, а также членов Переходного Национального Совета в связях с Аль-Каидой. Тем не менее, Белхадж считается одним из самых бескомпромиссных и целеустремлённых лидеров ливийской революции 2011 года, поскольку, в отличие от представителей Переходного Национального Совета, часть из которых получила образование на Западе, а часть имела высокопоставленные должности в правительстве Каддафи, он в течение 20 лет, начиная с 1990-х годов, принимал прямое или косвенное участие в различных акциях, направленных на свержение режима Каддафи в Ливии.

### Боевой путь на западном фронте
Будучи опытным командиром, во время боёв за горы Нафуса летом 2011 года между войсками Каддафи и повстанцами, на тот момент преимущественно — берберами (амазигами), он организовал тренировку добровольцев, желающих сражаться на стороне повстанцев. Затем, наряду с бригадами Завии, Сормана и Зувары, он участвовал в создании бригады Триполи — военного подразделения, в основном состоящего из добровольцев из Триполи, добравшихся через Тунис на подконтрольную повстанцам территорию Ливии для участия в вооружённой борьбе против войск Каддафи. Главная цель бригады Триполи было взятие Триполи. На начало августа численность бригады Триполи составляла 450—500 человек, возглавил бригаду Абдель Хаким Белхадж. В результате пятидневного марш-броска с предгорного Бир-аль-Ганема на Завию, при поддержке авиации НАТО, а также других бригад, соединение форсированными темпами вышло к окрестностям Триполи. Во время боёв за столицу 21-28 августа 2011 года, бригада Триполи стала первым соединением, вошедшим на территорию Зелёной площади (переименованной революционерами впоследствии в Сахаб Шухада — площадь Мучеников), а также участвовавшей во взятии Баб-эль-Азизии 22 августа.

### Военный Совет Триполи
После взятия Триполи, 30 августа был создан Военный Совет Триполи — аналог военного округа, одновременно выполняющего функцию органа безопасности, командующим которого, учитывая военный опыт и роль во взятии Триполи, избрали Абделя Хакима Белхаджа.
Однако в первые же дни своего пребывания в должности командующего Военным Советом Триполи, Белхадж обрушился с критикой в адрес западных спецслужб, в частности Ми-6 и ЦРУ, которые, согласно документам, обнаруженным в оставленном отступившими силами Каддафи офисе спецслужб Джамахерии, сотрудничали с ливийским правительством в середине 2000-х годов. Одним из обвиняемых в терроризме, данные о котором спецслужбы США и Великобритании предоставили Ливии в 2004 году, был и Белхадж. Став высокопоставленным чиновником в Триполи, он потребовал извинений от правительств США и Соединённого Королевства за обвинение его в терроризме, повлёкшее его арест в 2004 году. В интервью каналу BBC Белхадж заявил: «То, что сделали со мной и моей семьёй, является беззаконным, и требует извинений. Так же как и то, что меня поймали и издевались надо мной, начиная с переданной ливийским властям информации и допроса в Бангкоке».
Противники Белхаджа неоднократно заявляли о нём как о лобби интересов Катара, который, как ими считается, финансирует Белхаджа и является его покровителем.

## Политическая карьера
В мае 2012 года Белхадж ушёл в отставку с поста главы Военного совета Триполи. Он принял участие в июньских выборах во Всеобщий национальный конгресс в составе исламистской партии «Хизб аль Ватан».